# Aborichthys kempi
Aborichthys kempi је врста малене слатководне рибе из реда шаранки која живи по рекама сјевероисточне Индије и суседног Мјанмара. Откривена је 1913 у планинском подручју Абор, а први ју је као типичну врсту описао Чаудхури.
A. kempi нарасте до 8,1 центиметар, а од осталих сродника разликује се по дужим брковима код устију и ужим пругама по телу.
Због уништавања станишта пољопривредом могла би постати угрожена.